# Palazzi di Acri

## Palazzo Sanseverino-Falcone

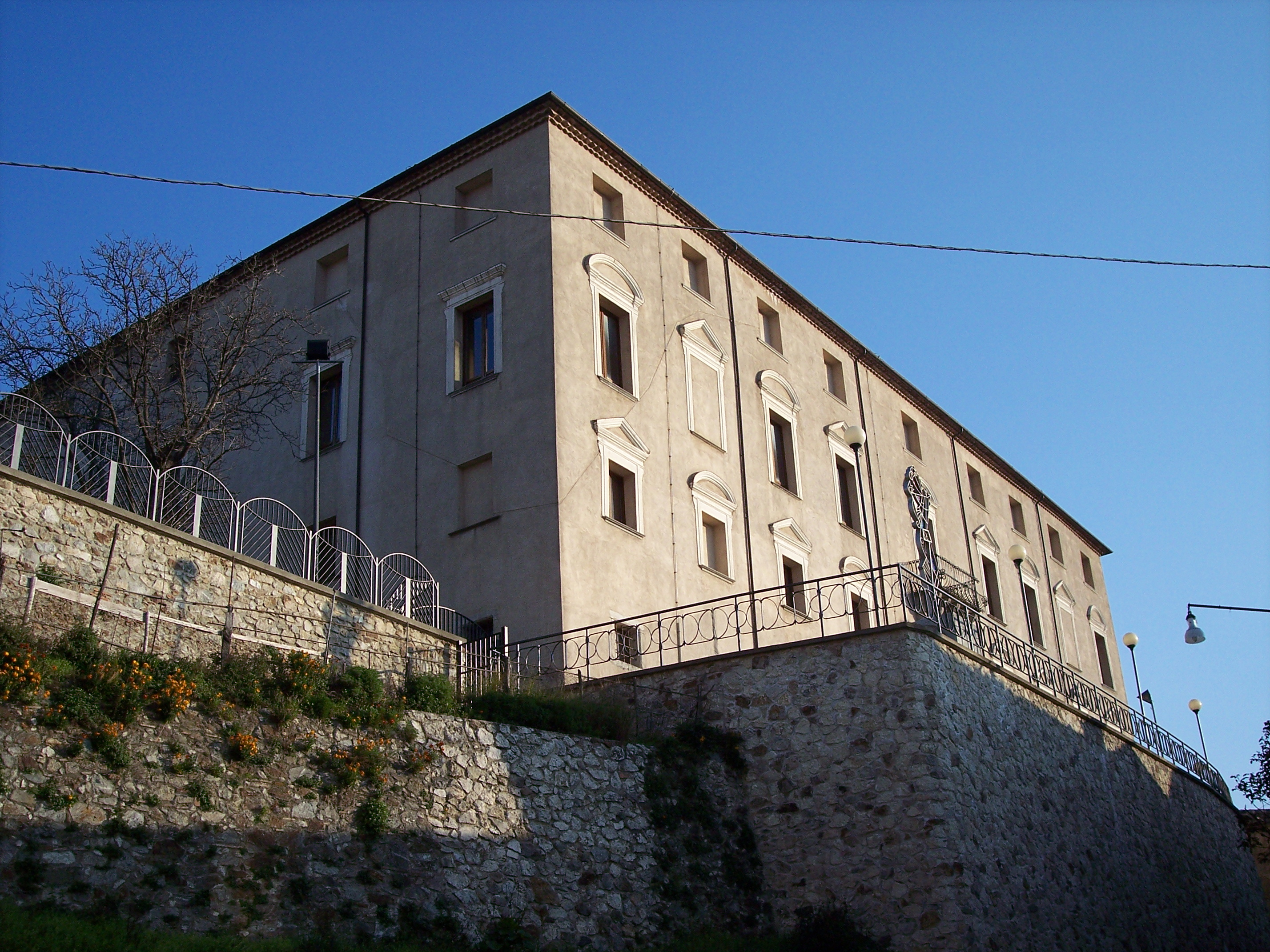
Palazzo Sanseverino Falcone

Appartenuto alla potente famiglia calabrese dei Sanseverino, venne edificato a partire dal XVII secolo a cura di Giuseppe Leopoldo Sanseverino, X principe di Bisignano. Dall'opera dello storico Raffaele Capalbo, emerge che il terreno dove sorge il palazzo era proprietà di don Fabrizio Julia, poi acquistato dai Sanseverino. Lo stesso storico afferma che il progetto fu di un architetto romano e le spese di costruzione ammontarono a settantamila ducati, escluse le spese per le decorazioni pittoriche. Com'è stato notato, gli affreschi che raffigurano "L'allegoria del Tempo" e il "Ratto di Prosperina" (che lo storico Capalbo, voleva attribuire agli artisti Zuccari da San Angelo in Vado, che vissero ed operarono dal Cinquecento fino ai primi del Seicento) appartengono invece all'artista napoletano Donato Vitale, che affrescò le sale tra il 1714 e il 1718, come ha dimostrato con documentazione valida lo storico Giuseppe Abruzzo. In quanto al costruttore dell'edificio, è certo che si tratti di Stefano Vangeri da Rogliano, famoso per i numerosi interventi ai palazzi nelle città calabresi, che operò fino al 1720, anno in cui, con buona probabilità, si occupò anche delle rifiniture del palazzo. L'edificio si erge su quattro piani, il piano terra ed il primo piano, ospitavano una sorta di corpo di guardia del principe. L'ala est del piano terra è caratterizzata da un ampio salone (Sala delle Colonne) delimitato da pareti con nicchie (in passato abbellite da splendide figure marmoree), al centro della sala si trovano otto colonne di pietra, con capitelli di stile tardo cinquecentesco, che alcuni ritengono riutilizzate da un precedente edificio, forse una chiesa. Il secondo piano, detto anche piano nobile, dove la famiglia risiedeva, è composto da svariati saloni, dove spiccavano affreschi, che se pur in parte deteriorati sono ancora visibili. Il terzo piano, era adibito alla servitù ed alla cucina. La Sala delle Colonne, che si sviluppa per tutto il lato a SE (frontale all’entrata principale), ha un’area di 351 m² (35,80 x 9,80 m) e ha nella parte mediana n. 8 colonne (6 libere e 2 integrate nei muri laterali, per metà spessore) dal diametro di circa 77 cm, fatte di blocchi cilindrici sovrapposti di calcarenite, con interassi variabili fra 5,10 – 5,40 m ed un’altezza di oltre 4,0 metri. Sui due muri lunghi sono state ricavate 46 nicchie semicircolari (24 lato SE e 11 + 11 lato NW) con diametro di 76,5 cm ed un’altezza di 2,20 m. Per accedere a questa grande sala si deve attraversare il cortile interno, a pianta quadrata. L’entrata della Sala delle Colonne è ornata da due fontane murali. Di queste, restano tuttora i bacini semisferici in calcarenite (diametro di 1,06 m ed altezza di 0,96 m) a ridosso dei muri, che presentano due nicchie (larghe 98 cm e alte 148 cm) contenenti statue o busti di statue (come testimonia quel che resta nella nicchia di sinistra).Il Palazzo divenne dimora della Famiglia Falcone da quando il nobile Don Angelo Falcone prese in sposa la Principessa Carmela Sanseverino. Negli anni ottanta il Palazzo fu donato dalla Famiglia Falcone al Comune di Acri. Il Palazzo ospita parte del Museo della Civiltà Contadina e il MACA Museo d'Arte Contemporanea dedicato a Silvio Vigliaturo ed è in allestimento una pinacoteca cittadina.

## Palazzo Dodaro
Palazzo Dodaro sorge nel rione medioevale di Padia in Acri. L’edificio, annoverato fra gli immobili di interesse storico-artistico della Provincia di Cosenza, è considerato come uno dei più rappresentativi del centro storico di Acri.  Costruito in più fasi, palazzo Dodaro, è il risultato di un lento processo di acquisizione e accorpamento di nuclei abitativi preesistenti. La prima unità abitativa venne acquistata il 7 dicembre del 1788 da Domenico Francesco Dodaro (deceduto in Acri nel 1806) e a questa se ne aggiunsero progressivamente molte altre ad opera del suddetto e dei suoi discendenti. Il palazzo venne dotato anche di un giardino antistante ed infatti, come si apprende da una cronaca manoscritta sulla famiglia: “il 16 Dicembre del 1829, Giambattista Dodaro comprava inoltre dalle sorelle Romeo il giardino sottoposto alla previa strada alla casa di abitazione famiglia Dodaro, arborato di gelsi e confinante da settentrione dalla strada al torrente Calamo e da sopra dalla strada del paese, a ponente col giardino di Concetta Dodaro e da oriente con altri terreni appartenenti al compratore Dodaro” . La struttura di cui sopra venne a comporsi, nel suo sviluppo, di due edifici rettangolari all’origine non comunicanti poiché divisi da un viottolo. La fusione fra i due edifici di proprietà  Dodaro, fu opera del Regio Giudice Don Giuseppe (1802 - 1878), che ne fece prolungare i corpi di fabbrica  sino a eliminare del tutto il viottolo che sino ad allora li aveva divisi. Il palazzo sarà ancora ampliato, in anni successivi, tramite l’acquisto seguito dall’annessione, di altre case limitrofe. L’edificio, nel suo insieme, risulta formato dall’unione di due strutture, poste a quote di terreno differenti, delle quali il fabbricato più grande, è costituito da un piano strada (dove trovano collocazione i magazzini e le cantine), più altri due elevati e adibiti ad abitazione. Alcuni ambienti dell’edificio sono altresì abbelliti da raffinati soffitti in carta dipinti, eseguiti verso la fine del XIX e gli inizi del XX secolo. Le stanze con decorazioni pittoriche si collocano al secondo piano e sono: la camera da letto padronale, lo studio e il salone di rappresentanza. La struttura più piccola (nonché la più antica) delle due che compongono l’immobile, si colloca in posizione sopraelevata e si articola in un piano seminterrato più altri due fuori terra; al piano seminterrato si trova la cappella di famiglia, alla quale si accede esternamente tramite un’elegante gradinata a valle. La cappella privata della famiglia Dodaro (dedicata a San Giovanni Battista) venne fondata nel 1660 nella chiesa di Santa Lucia in Cuti (Rogliano), tuttavia la stessa dovette poi essere trasferita in Acri, seguendo di fatto la famiglia nei suoi spostamenti. Il trasferimento della cappella da Rogliano in Acri, fu concesso tramite Rescritto pontificio fatto dalla Sacra Congregatione Episcoporum et Regularium sub die 6 Martii 1857 e recante il numero 13038. Con breve apostolico di papa Pio XII, in data 13 ottobre 1951, venne dichiarato privilegiato in perpetuo l’altare della cappella Dodaro, al tempo funzionante come oratorio semipubblico, retto dall’Arciprete di Acri Don Carlo Dodaro (1880 - 1964). Negli anni novanta del Novecento, fu proposto un interessante piano di recupero ambientale del centro storico di Acri, che prevedeva il restauro di alcuni immobili tra cui il palazzo in oggetto, nel quale si pensò di creare un museo, la biblioteca di quartiere, nonché un'emeroteca,videoteca, e un cineforum di circa 80 posti, unitamente ad una galleria d'arte. Siffatto progetto,purtroppo, non venne mai attuato.
La famiglia Dodaro utilizzava come residenza occasionale la tenuta di Serracavallo in Bisignano, proprietà appartenuta alla famiglia Boscarelli,che venne acquistata dal Regio Giudice Giuseppe Dodaro nel 1858 e in seguito ampliata tramite l’acquisto di fondi contigui ad opera dei suoi discendenti. Tra i membri illustri di questa famiglia si ricordano il già citato Regio Giudice Giuseppe Francesco Dodaro, e Francesco Saverio Natale Dodaro (1876 - 1944), che fu Consigliere della Corte d'Appello di Roma, Consigliere di Cassazione, e Presidente del Tribunale Civile e Penale di Venezia.

## Palazzo Julia
Databile al XV secolo, fu sempre proprietà della famiglia Julia, che lo ereditò da padre in figlio. È un fabbricato diviso in parti, anche molto grandi, come altri in Acri. Esso fu realizzato in due epoche diverse: il primo periodo è datato nel cinquecento-seicento e il secondo alla fine del Settecento. Il fabbricato si erge su tre piani, e dispone di una ricchissima biblioteca, composta da oltre cinquemila volumi, con testi del Cinquecento e del Seicento e alcune rare edizioni antiche.

## Palazzo De Simone-Julia
Il palazzo porta il nome della famiglia che lo possedeva, i De Simone e dei suoi eredi, gli Julia ed è un esempio delle case "impalazzate", presenti nel centro storico di Acri, termine con il quale sono definiti quelli edifici caratterizzati da una composizione architettonica, di tipo presidenziale, divisa su tre piani sovrapposti. Il piano terra mostra arcate a tutto sesto, con finestre a pianta quadrata, protette con grate in ferro, destinate alla dispensa dei prodotti agricoli. Il palazzo fu edificato nei primi del Seicento ed è situato nel centro storico.

## Palazzo Spezzano
Antica dimora nobiliare del settecento, palazzo della famiglia dei nobili Spezzano presenta interessanti aspetti architettonici, che furono innovativi per l'epoca di costruzione dell'immobile. L'interno è ripartito in locali dimensionati in modo razionale e con efficiente utilizzo degli spazi, distribuiti correttamente, su tre piani sovrapposti e collegati da una comoda scala interna.

## Palazzo Padula
Di proprietà del poeta Vincenzo Padula, venne edificato in una zona in origine isolata e priva di costruzioni, la sua edificazione voluta dall'artista calabrese, era secondo il Padula la rappresentazione della posizione raggiunta dall'uomo di cultura acrese. Sul portale del palazzo fece scolpire due penne e un calamaio, simbolo dello stemma del suo casato.
Il palazzo fu dotato di feritoie, adatte a posizionare armi da fuoco, per difendersi da eventuali attacchi dei briganti, assai frequenti in quel periodo. Interessante è il cornicione estremamente curato, considerando il periodo storico.

## Palazzo Astorino Giannone
Questo palazzo è situato nel rione Casalicchio vicino alla casa natale del Beato Angelo d'Acri, anch'essa appartenuta alla famiglia Giannone ed ora trasformata in cappella e annessa a parte integrante del fabbricato. Originariamente il palazzo fu abitato dalla famiglia Astorino, nel 1700 ed in seguito dalla famiglia Fusari. La famiglia Giannone, proveniente da Bitonto in provincia di Bari, trasformò in gran parte il palazzo, come un'antica dimora signorile di campagna. Nell'interno sono ancora presenti mobili e quadri del settecento e ottocento, ed una biblioteca composta da migliaia di volumi antichi del settecento e dell'Ottocento.

## Palazzo Civitate
Questo antico palazzo ubicato nell'antico quartiere di Pàdia è appartenuto fino al 1800 ad un'antica e nobile famiglia, i Civitate originaria di San Marco Argentano, trasferitasi in Acri nel 1400. Acquistò anche varie proprietà fondiarie, tra cui la frazione San Lorenzo, San Lauro, Joggi, e il comune di San Mauro e Fagnano. Il palazzo si erge su tre piani, più le cantine situate sul lato sud: del suo originario splendore non rimane nulla, a seguito delle trasformazioni eseguite da i vari proprietari che si susseguirono, tra i quali la famiglia Giannuzzi, la famiglia Joele, che ne rimase proprietaria fino ai primi del Novecento, e altre. L'unica parte rimasta invariata e veramente interessante è il portone d'ingresso con lo stemma della famiglia Civitate, rimasto come nell'antichità e tre gabbie in ferro dette  caggiarole nel dialetto locale. Si tratta di antiche gabbie sistemate sul muro di fronte alla piazzetta Azzinnari, dall'esercito napoleonico, dove furono messe le teste di tre famosi capi banda dei briganti, colpevoli, secondo l'accusa, del rapimento e l'uccisione dei tre figli maschi della famiglia Civitate, fra il 1720 e il 1730. La storia popolare ci tramanda la strenua ricerca da parte della moglie di Giuseppe Civitate, Rosanna Le Pera che essendo rimasta vedova per la perdita del marito, morto dal dolore a seguito della perdita dei figli, dilapidò quasi tutte le sue fortune, nella strenua caccia degli assassini, che avvenne anni dopo la tragedia. La famiglia Civitate a seguito di ciò si estinse essendo rimasto in vita solo il ramo femminile.